# Шаливоа Милон
Шаливоа Милон (фр. Chalivoy-Milon) насеље је и општина у централној Француској у региону Центар (регион), у департману Шер која припада префектури Сент Аман Монрон.
По подацима из 2011. године у општини је живело 490 становника, а густина насељености је износила 24,99 становника/km². Општина се простире на површини од 19,61 km². Налази се на средњој надморској висини од 216 метара (максималној 249 m, а минималној 165 m).

## Демографија
| 1962. | 1968. | 1975. | 1982. | 1990. | 1999. | 2011. |
| ----- | ----- | ----- | ----- | ----- | ----- | ----- |
| 412   | 471   | 520   | 504   | 481   | 461   | 490   |

График промене броја становника у току последњих година